# 나전칠기장
나전칠기장(螺鈿漆器匠)은 조개·소라·전복 등의 껍질로 기물(器物)의 면과 가구(家具)의 면을 칠과 함께 장식하여 완성한 나전칠기 기능이 뛰어난 사람을 말한다. 곧, 나전칠기는 옻칠한 농짝이나 나무 그릇 등에 진주빛이 나는 자개조각을 여러 가지 모양으로 박아 붙여서 장식한 공예품이다.
나전이란 일명 나전·나진·나감·함방이라고도 하며, 나는 조개껍질을 일컫고 전은 장식을 의미한다.

## 인간문화재
- 강원도 무형문화재 제13호 박귀래
- 경기도 무형문화재 제24호 김정렬

 본 문서에는 서울특별시에서 지식공유 프로젝트를 통해 퍼블릭 도메인으로 공개한 저작물을 기초로 작성된 내용이 포함되어 있습니다.